# Ayolas
Ayolas je grad u paragvajskom okrugu Misiones od 16 980 stanovnika.

## Etimologija
Grad je nazvan po španjolskom konkvistadoru Juanu de Ayolasu.

## Geografske karakteristike
Ayolas se nalazi na jugoistoku Paragvaja, duž sjeverne obale rijeke Paragvaj,  310 km sjeveroistočno od Asuncióna. 
Pored grada nalazi se velika hidroelektrana Yacyretá s akomulaciskim jezerom, na rijeci Parani.

## Vanjske poveznice
- Službene stranice grada (Municipalidad de Ayolas Misiones Paraguay) (šp.)